# Ylä-Uonua
Ylä-Uonua, Keski-Uonua och Ala-Uonua eller Uonuanlammit är sjöar i Finland. De ligger i kommunen Vaala i landskapet Norra Österbotten, i den centrala delen av landet, 500 km norr om huvudstaden Helsingfors. Ylä-Uonua ligger 128 meter över havet. Arean är 33,1 hektar och strandlinjen är 2,54 kilometer lång. Sjön  ingår i Uleälvens huvudavrinningsområde. 